# Medalla de Lucas de Crimea
La Medalla de Lucas de Crimea (en ruso: Медаль Луки Крымского) es una condecoración estatal de la Federación de Rusia destinada a reconocer el mérito en el campo de la protección de la salud. Fue establecida el 19 de junio de 2020 por Decreto Presidencial N.º 460.

## Historia
La medalla fue establecida el 19 de junio de 2020 por el Decreto del Presidente de la Federación de Rusia N.º 404 «Sobre la institución de la Orden de Pirogov y la medalla de Lucas de Crimea». La Orden de Pirogov fue establecida en virtud del mismo decreto.
La medalla está dedicada al cirujano y santo ortodoxo Lucas, nacido Valentín Feliksovich Voino-Yasenetsky, (15 de abriljul./ 27 de abril de 1877greg. - 11 de junio de 1961), conocido como San Lucas el bendito cirujano, quien fue arzobispo de Krasnoyarsk y Yeniseisk de 1942 a 1944, arzobispo de Tambov y Michúrinsk de 1944 a 1946 y arzobispo de Simferópol y Crimea de 1946 a 1961.
El 21 de junio de 2020, con motivo del Día del Trabajador de la Salud, el presidente de Rusia Vladímir Putin firmó los decretos para premiar a los trabajadores de las instituciones médicas y científicas rusas por su gran contribución a la lucha contra la pandémia de COVID-19, la dedicación y profesionalismo demostrados en el desempeño de su deber profesional, tanto con la Orden de Pirogov como con la Medalla de Lucas de Crimea. Según el decreto, la medalla fue otorgada a varios cientos de trabajadores de la salud en toda Rusia.

## Estatuto

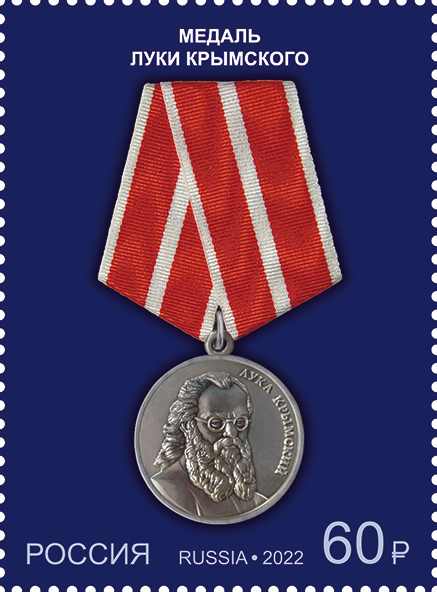
La Medalla de Lucas de Crimea en un sello de correos ruso de 2022

La medalla se otorga a médicos en ejercicio, personal médico subalterno y paramédico, otros empleados de clínica, tratamiento y profiláctica, sanitaria y profiláctica, sanatorio y spa, ingeniería, investigación, farmacéutica, educativa y otros médicos u organizaciones para recompensarː
- Méritos en el campo de la protección de la salud de los ciudadanos,

- Una gran contribución a la organización de la atención médica y el fortalecimiento de la salud pública, proporcionando a la población medicamentos de alta calidad, desarrollando y fabricando medicamentos innovadores
- Capacitando personal para organizaciones médicas, para científicos y otras actividades encaminadas al desarrollo del sistema de salud,
- Dedicación y alto profesionalismo en el tratamiento de pacientes en condiciones difíciles, salvando sus vidas y manteniendo la salud, así como empleados de agencias de protección social y organizaciones de servicio social por sus servicios relacionados con brindar a los ciudadanos alta calidad en los servicios sociales, la puesta en marcha de la atención cualificada en régimen de internamiento y atención domiciliaria a los ciudadanos necesitados de servicios sociales,
- Un gran contribución a la organización de la prestación de medidas de apoyo social a los ciudadanos necesitados.

Se puede otorgar a ciudadanos extranjeros por una contribución significativa al desarrollo de la atención médica en la Federación de Rusia o la provisión de atención médica a ciudadanos rusos en el extranjero.
Se lleva en el lado izquierdo del pecho y, en presencia de otras órdenes y medallas de la Federación de Rusia, se colocaba después de la Medalla por el Salvamento de una Vida.
Cada medalla se entregaba con un pequeño certificado de premio, este certificado se presentaba en forma de una pequeña libreta de cuero de 8 cm por 11 cm con el nombre del premio, los datos del destinatario y un sello oficial y una firma en el interior.

## Descripción

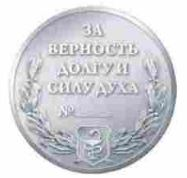
Reverso de la medalla

Es una medalla de plata circular dorada de 32 milímetros de diámetro con bordes elevados tanto en el anverso como en el reverso.
En el anverso de la medalla está la imagen del santo Luca de Crimea. A la derecha a lo largo de la circunferencia está la inscripción: «LUCAS DE CRIMEA» (en ruso, «LUKA KRYMSKY»). En el reverso de la medalla, en el centro, se encuentra la inscripción en cuatro líneas: «POR LEALTAD AL DEBER Y FUERZA DE ESPÍRITU» (en ruso, «ЗА ВЕРНОСТЬ ДОЛГУ И СИЛУ ДУХА»), debajo está el número de serie de la medalla. En la parte inferior hay una imagen de dos ramas de olivo cruzadas, un escudo con un cuenco hipocrático (un cuenco entrelazado con una serpiente). Todas las imágenes e inscripciones de la medalla están grabadas.
La medalla está conectada con un ojal y un anillo a un bloque pentagonal cinta muaré de seda roja con franjas longitudinales blancas en los bordes y una franja longitudinal blanca en el centro de la cinta. El ancho de la cinta es de 24 mm, el ancho de las tiras a lo largo del borde de la cinta es de 2 mm, en el medio de la cinta es de 3 mm.
Cuando se usa la cinta de la medalla en el uniforme, se usa una barra de 8 mm de alto, el ancho de la cinta es de 24 mm. Una copia en miniatura de la medalla se usa en un bloque. El diámetro de la copia en miniatura de la medalla es de 16 mm.